# Campeonato Asiático de Corta-Mato de 2023
A 16ª edição do Campeonato Asiático de Corta-Mato ocorreu no dia 7 de março de 2023 em Catmandu no Nepal. A categoria por equipes foi constituída de três atletas para cada nacionalidade o que contou pontos na classificação final.

## Medalhistas
Esses foram os resultados do campeonato.
| Evento                      | Ouro                                                                               | Prata                                                                                  | Bronze                                                                      |
| --------------------------- | ---------------------------------------------------------------------------------- | -------------------------------------------------------------------------------------- | --------------------------------------------------------------------------- |
| Senior Masculino individual | Deepak Adhikari Nepal                                                              | Daichi Kamino · Japão                                                                  | Mukesh Bahadur Rai Nepal                                                    |
| Senior Masculino por equipe | Nepal Deepak Adhikari Mukesh Bahadur Rai Dipak Suhang Rajan Rokaya                 | Irão Mohammadhossein Tayebi Morteza Beiranvand Mansoor Bayat Seyedamir Zamanpour       | Índia · Hemraj Gurjar · Anand Singh · Nitesh Kumar Rathwa · Balram          |
| Junior Masculino individual | Samir Eghbalighahyazi Irão                                                         | Shivaji Madappagoudra · Índia                                                          | Pouria Eshaghinezhad Irão                                                   |
| Junior Masculino por equipe | Índia · Shivaji Madappagoudra · Subhashis Ghosh · Vijay Savartkar · Divyansh Kumar | Irão Samir Eghbalighahyazi Pouria Eshaghinezhad Martin Shahbazi Amirhossein Shahsavani | Nepal Ser Bahadur Adhikari Sanjay Damai Bikesh Ghimire Dipendra Bohora      |
| Senior Feminino individual  | Yua Sarumida · Japão                                                               | Rajpura Pachhai Nepal                                                                  | Sonika · Índia                                                              |
| Senior feminino por equipe  | Índia · Sonika · Munni Devi · Chhavi Devi · Sanjivni Devi Jadhav                   | Nepal Rajpura Pachhai Pushpa Bhandari Bindra Shreshtha Phulmati Rana Rekha Bishta      | Tailândia · Linda Janthachit · Natthaya Thanaronnawat · Suneeka Prichaprong |
| Junior Feminino individual  | Srushti Shridhar Redekar · Índia                                                   | Ram Maya Budha Nepal                                                                   | Beby · Índia                                                                |
| Junior Feminino por equipe  | Índia · Srushti Shridhar Redekar · Beby · Priyanka C. · Bhumeshwory Devi Huidrom   | Nepal Ram Maya Budha Rajyalakshmi Raval Bimala Karki Anju Khadka                       | Sem premiação                                                               |

## Quadro de medalhas
| Ordem | País      | Medalha de ouro | Medalha de prata | Medalha de bronze | Total |
| ----- | --------- | --------------- | ---------------- | ----------------- | ----- |
| 1     | Índia     | 4               | 1                | 3                 | 8     |
| 2     | Nepal     | 2               | 4                | 2                 | 8     |
| 3     | Irão      | 1               | 2                | 1                 | 4     |
| 4     | Japão     | 1               | 1                | 0                 | 2     |
| 5     | Tailândia | 0               | 0                | 1                 | 1     |
| Total | Total     | 8               | 8                | 7                 | 23    |